# Roger Taylor (bubnjar Queena)
Roger Meddows-Taylor (King's Lynn, Norfolk, Engleska, UK, 26. srpnja 1949.), bubnjar i prateći vokal grupe Queen.
Roger Taylor potpisuje hitove kao što su Radio Ga Ga, A Kind of Magic, Innuendo, Ride the wild wind. Rogerov glas nevjerojatno podsjeća na onaj Roda Stewarta, što se osjeća u pjesmama I am in love with my car i Let me live, koje on izvodi kao vodeći vokal na Queenovim albumima A Night at the Opera i Made in Heaven. Na Queenovim koncertima često uskače kao pomoć Freddiju u teškim vokalnim dionicama. 1987. usporedno s grupom Queen nastupa i s grupom The Cross koja se raspada 1993. i bilježi uspjeh samo u manjem djelu Europe.
Pjesme koje je on skladao, a pogotovo pjesme koje isključivo on pjeva na Queenovim albumima, su u naravi hard-rock. Dobar primjer su pjesme na albumu "Jazz".

## Vanjske poveznice
- Roger Taylor u internetskoj bazi filmova IMDb-u (engl.)
- RogerTaylor.info – Roger Taylor beyond Queen – solo and with The Cross (engl.)